# Волгодонський еколого-історичний музей
Волгодонський еколого-історичний музей (рос. Волгодонский эколого-исторический музей; з 1969 по 2003 рік — Волгодонський міський краєзнавчий музей) — музей у місті Волгодонську.

## Історія музею
Музей створений як народний міський краєзнавчий музей у лютому 1969 року. У січні 1977 року перетворений у філіал Ростовського обласного музею краєзнавства. У 1993 році музею присвоєно самостійний статус. У 2003 році перейменовано в Державну обласну установу культури «Волгодонський еколого-історичний музей».
У структурі музею 6 відділів: науково-фондовий, науково-етнографічний, науково-експозиційний, науково-просвітницький, технічний, господарський. Також у музеї є своя наукова бібліотека та науково-реставраційна майстерня. За роки існування музею сформовано значне фондове зібрання — понад 100 тисяч предметів. Всі вони об'єднані в тематичні колекції: російський і донський іконопис, предмети культової металопластики XV — початку XX ст., художній та побутової метал, кераміка і скло XVII — початку XX ст., живопис і графіка радянських, російських і зарубіжних майстрів, у тому числі народних художників СРСР М.М. Жукова і І.А. Язєва; матеріали з Громадянської та Другої світової війни та інші.
Щорічно музей приймає понад 125 тисяч відвідувачів. Поряд з традиційними формами науково-просвітницької діяльності (екскурсіями, лекціями, тематичними музейними уроками і вечорами) великою популярністю користуються театралізовані вистави історико-етнографічної та екологічної спрямованості.

## Адреса
Спочатку розташовувався за адресою: вул. 50 Років СРСР, 2. В наш час музей розташовується за трьома адресами:
- вул. Леніна, 52[8];
- вул. Робоча, 11;
- вул. Леніна, 53.